# المدار الجديد
المدار الجديد هي إحدى الشركات التابعة للشركة الليبية للاتصالات وتقنية المعلومات القابضة، تأسست سنة 1996م، وبدأت تقديم خدماتها للجمهور سنة 1997م. تصنف المدار الجديد كأول مشغل للهاتف المحمول في ليبيا. وتبلغ سعة المنظومات الحالية للشركة قرابة الـ5 مليون خط وتغطي أكثر من 95% من المدن والقرى والواحات والطرق الصحراوية والحقول النفطية بليبيا.
غُير اسم الشركة من «المدار» إلى شركة «المدار الجديد» بداية من شهر سبتمبر لعام 2007.
وصل عدد المشتركين في الشركة لعام 2013 حوالي 4,841,749 مشتركًا.
أطلقت الشركة في 15 أكتوبر 2018 خدمة الجيل الرابع المطور +4G، وذلك بعد إطلاق خدمات +H في 15 أغسطس 2017. وفي سابقة فريدة في ليبيا لأول مرة تطلق شركة اتصالات محفظة إلكترونية على الهاتف برعاية وإشراف مصرف ليبيا المركزي.
أُطلقت تجريبيًّا في مقر الشركة خدمات الجيل الخامس 5G. وتعد هذه الخدمة متوقفة حيث إن الشركة لم تتحصل على موافقة من الهيئة العامة للاتصالات والمعلوماتية بعد.